# Marwick Head
Marwick Head är en udde i Storbritannien.   Den ligger i kommunen Orkneyöarna och riksdelen Skottland, i den norra delen av landet, 900 km norr om huvudstaden London.
Terrängen inåt land är platt. Havet är nära Marwick Head åt nordväst.  Närmaste större samhälle är Stromness, 15,3 km söder om Marwick Head. 